# Prosoponoides
Prosoponoides es un género de arañas araneomorfas de la familia Linyphiidae. Se encuentra en el este y Sudeste de Asia. 

## Lista de especies
Según The World Spider Catalog 12.0:
- Prosoponoides hamatus Millidge & Russell-Smith, 1992
- Prosoponoides kaharianus Millidge & Russell-Smith, 1992
- Prosoponoides similis Millidge & Russell-Smith, 1992
- Prosoponoides sinensis (Chen, 1991)